# Ariel (filmprijs)
De Ariel is een filmprijs die sinds 1947 wordt uitgereikt door de Academia Mexicana de Artes y Ciencias Cinematográficas (Mexicaanse Academie voor Cinematografische Kunsten en Wetenschappen). De prijs wordt beschouwd als de meest prestigieuze prijs in de Mexicaanse filmindustrie en wordt gezien als het Mexicaanse equivalent van de Academy Award van de Verenigde Staten.

## Geschiedenis
In 1946 werd de Academia Mexicana de Artes y Ciencias Cinematográficas opgericht. Dit gebeurde in het jaar nadat er voor het eerst 82 films door de Mexicaanse filmindustrie waren geproduceerd en er een artistieke, technische en industriële infrastructuur lag. Tevens lag er een grote Latijns-Amerikaanse markt open voor de productie van nieuwe films. Op 15 mei 1947 werden de Ariel-prijzen voor het eerst uitgereikt, voor films uitgebracht in 1945 en 1946.
De prijzen werden jaarlijks ononderbroken uitgereikt tot 1958, toen het slecht ging met de Mexicaanse cinema. De prijsuitreiking werd hervat in 1972 voor films uitgebracht in 1971 en gaat door tot op de dag van vandaag.

## Prijs
De prijs is vernoemd naar het gelijknamige boek van de Uruguayaanse schrijver José Enrique Rodó. Het personage Ariel symboliseert idealen, eenheid en verdediging van de uitgestrekte en diepe cultuur van Latijns-Amerika. Het beeldje is ontworpen door de Mexicaanse beeldhouwer Ignacio Asúnsolo, en stelt een man voor die op het punt staat weg te vliegen. Het beeld is tevens een symbool van het verlangen naar een Mexicaanse cinema van een steeds hoger niveau.

## Categorieën
- Ariel voor beste film
- Ariel voor beste regisseur
- Ariel voor beste acteur
- Ariel voor beste actrice
- Ariel voor beste mannelijke bijrol
- Ariel voor beste vrouwelijke bijrol
- Ariel voor beste origineel scenario
- Ariel voor beste bewerkt scenario
- Ariel voor beste camerawerk
- Ariel voor beste montage
- Ariel voor beste geluid
- Ariel voor beste muziek
- Ariel voor beste artdirector
- Ariel voor beste kostuums
- Ariel voor beste make-up
- Ariel voor beste visuele effecten
- Ariel voor beste speciale effecten
- Ariel voor beste debuterend regisseur
- Ariel voor beste animatiefilm
- Ariel voor beste Ibero-Amerikaanse film
- Ariel voor beste lange documentaire
- Ariel voor beste korte film
- Ariel voor beste korte documentaire
- Ariel voor beste korte animatiefilm
- Ariel voor beste debuterend acteur of actrice